# Albumy numer jeden w roku 2021 (Polska)
Artykuł prezentuje najlepiej sprzedające się wydawnictwa muzyczne w poszczególnych tygodniach w Polsce w roku 2021 publikowane w ramach zestawienia OLiS.
Notowania tworzone są przez TNS Polska na podstawie danych dotyczących sprzedaży detalicznej albumów muzycznych wydanych jedynie na nośnikach fizycznych. Przy tworzeniu list, sprzedaż wydawnictw muzycznych w formach cyfrowych (download, streaming) jest pomijana.

## Zestawienia tygodniowe
| Data            | Okres sprzedaży                        | Album                              | Wykonawca           | Źródło |
| --------------- | -------------------------------------- | ---------------------------------- | ------------------- | ------ |
| 7 stycznia      | 18 grudnia – 31 grudnia 2020           | Męskie Granie 2020                 | różni wykonawcy     | [ 2 ]  |
| 14 stycznia     | 1 stycznia – 7 stycznia 2021           | Siesta XVI                         | różni wykonawcy     | [ 3 ]  |
| 21 stycznia     | 8 stycznia – 14 stycznia 2021          | Muzyka współczesna                 | Pezet               | [ 4 ]  |
| 28 stycznia     | 15 stycznia – 21 stycznia 2021         | Rewolucja romantyczna              | Bedoes              | [ 5 ]  |
| 4 lutego        | 22 stycznia – 28 stycznia 2021         | Różowa pantera                     | Szpaku              | [ 6 ]  |
| 11 lutego       | 29 stycznia – 4 lutego 2021            | Ziomalski Mixtape                  | Żabson              | [ 7 ]  |
| 18 lutego       | 5 lutego – 11 lutego 2021              | Mogło być nic                      | Kwiat Jabłoni       | [ 8 ]  |
| 25 lutego       | 12 lutego – 18 lutego 2021             | Love                               | Michael Bublé       | [ 9 ]  |
| 4 marca         | 19 lutego – 25 lutego 2021             | Niepewne jutro                     | Joda                | [ 10 ] |
| 11 marca        | 26 lutego – 4 marca 2021               | MTV Unplugged                      | Brodka              | [ 11 ] |
| 18 marca        | 5 marca – 11 marca 2021                | Game Plan                          | Nizioł              | [ 12 ] |
| 25 marca        | 12 marca – 18 marca 2021               | Blady król                         | Bisz i Kosa         | [ 13 ] |
| 1 kwietnia      | 19 marca – 25 marca 2021               | Chemtrails over the Country Club   | Lana Del Rey        | [ 14 ] |
| 8 kwietnia      | 26 marca – 1 kwietnia 2021             | Fight Club                         | PRO8L3M             | [ 15 ] |
| 15 kwietnia     | 2 kwietnia – 8 kwietnia 2021           | Fight Club                         | PRO8L3M             | [ 16 ] |
| 22 kwietnia     | 9 kwietnia – 15 kwietnia 2021          | Fight Club                         | PRO8L3M             | [ 17 ] |
| 29 kwietnia     | 16 kwietnia – 22 kwietnia 2021         | Pułapka na motyle                  | Sobel               | [ 18 ] |
| 6 maja          | 23 kwietnia – 29 kwietnia 2021         | Siara                              | KęKę                | [ 19 ] |
| 13 maja         | 30 kwietnia – 6 maja 2021              | Janusz Walczuk                     | Janusz Walczuk      | [ 20 ] |
| 20 maja         | 7 maja – 13 maja 2021                  | Irenka                             | Sanah               | [ 21 ] |
| 27 maja         | 14 maja – 20 maja 2021                 | Klepsydra                          | Major SPZ           | [ 22 ] |
| 3 czerwca       | 21 maja – 27 maja 2021                 | Akademia sztuk pięknych            | Avi i Louis Villain | [ 23 ] |
| 10 czerwca      | 28 maja – 3 czerwca 2021               | Ostatnia płyta                     | Kult                | [ 24 ] |
| 17 czerwca      | 4 czerwca – 10 czerwca 2021            | Red Pill                           | Kacper HTA          | [ 25 ] |
| 24 czerwca      | 11 czerwca – 17 czerwca 2021           | Diamentowy las                     | Białas i White 2115 | [ 26 ] |
| 1 lipca         | 18 czerwca – 24 czerwca 2021           | Ka$ablanca                         | Tede i Sir Michu    | [ 27 ] |
| 8 lipca         | 25 czerwca – 1 lipca 2021              | Sezon 3                            | Ekipa               | [ 28 ] |
| 15 lipca        | 2 lipca – 8 lipca 2021                 | Od końca do początku               | Hinol Polska Wersja | [ 29 ] |
| 22 lipca        | 9 lipca – 15 lipca 2021                | Butter                             | BTS                 | [ 30 ] |
| 29 lipca        | 16 lipca – 22 lipca 2021               | Irenka                             | Sanah               | [ 31 ] |
| 5 sierpnia      | 23 lipca – 29 lipca 2021               | Irenka                             | Sanah               | [ 32 ] |
| 12 sierpnia     | 30 lipca – 5 sierpnia 2021             | Happier Than Ever                  | Billie Eilish       | [ 33 ] |
| 19 sierpnia     | 6 sierpnia – 12 sierpnia 2021          | Ostatnia płyta                     | Kult                | [ 34 ] |
| 26 sierpnia     | 13 sierpnia – 19 sierpnia 2021         | Kraina lodu                        | Kartky              | [ 35 ] |
| 2 września      | 20 sierpnia – 26 sierpnia 2021         | Irenka                             | Sanah               | [ 36 ] |
| 9 września      | 27 sierpnia – 2 września 2021          | Cock.0z Mixtape                    | Kaz Bałagane        | [ 37 ] |
| 16 września     | 3 września – 9 września 2021           | BYQ                                | Małach              | [ 38 ] |
| 23 września     | 10 września – 16 września 2021         | Ave Maria                          | Maria Peszek        | [ 39 ] |
| 30 września     | 17 września – 23 września 2021         | Nevermind                          | Nirvana             | [ 40 ] |
| 7 października  | 24 września – 30 września 2021         | Hulanki                            | Young Leosia        | [ 41 ] |
| 14 października | 1 października – 7 października 2021   | Młody Matczak                      | Mata                | [ 42 ] |
| 21 października | 8 października – 14 października 2021  | Młody Matczak                      | Mata                | [ 43 ] |
| 28 października | 15 października – 21 października 2021 | Młody Matczak                      | Mata                | [ 44 ] |
| 4 listopada     | 22 października – 28 października 2021 | Jeszcze pięć minut                 | Kizo                | [ 45 ] |
| 11 listopada    | 29 października – 4 listopada 2021     | Ballady i protesty                 | Fisz Emade Tworzywo | [ 46 ] |
| 18 listopada    | 5 listopada – 11 listopada 2021        | Irenka                             | Sanah               | [ 47 ] |
| 25 listopada    | 12 listopada – 18 listopada 2021       | Eroizm                             | Ero                 | [ 48 ] |
| 2 grudnia       | 19 listopada – 25 listopada 2021       | Nic                                | Sokół               | [ 49 ] |
| 9 grudnia       | 26 listopada – 2 grudnia 2021          | 30                                 | Adele               | [ 50 ] |
| 16 grudnia      | 3 grudnia – 9 grudnia 2021             | Leśna muzyka (live, czyli na żywo) | Dawid Podsiadło     | [ 51 ] |
| 23 grudnia      | 10 grudnia – 16 grudnia 2021           | Męskie Granie 2021                 | różni wykonawcy     | [ 52 ] |
| 30 grudnia      | 17 grudnia – 23 grudnia 2021           | Męskie Granie 2021                 | różni wykonawcy     | [ 53 ] |

## Zestawienia miesięczne
| Rok  | Miesiąc     | Album                 | Wykonawca           | Źródło |
| ---- | ----------- | --------------------- | ------------------- | ------ |
| 2021 | Styczeń     | Rewolucja romantyczna | Bedoes              | [ 54 ] |
| 2021 | Luty        | Mogło być nic         | Kwiat Jabłoni       | [ 55 ] |
| 2021 | Marzec      | Fight Club            | PRO8L3M             | [ 56 ] |
| 2021 | Kwiecień    | Siara                 | KęKę                | [ 57 ] |
| 2021 | Maj         | Irenka                | Sanah               | [ 58 ] |
| 2021 | Czerwiec    | Sezon 3               | Ekipa               | [ 59 ] |
| 2021 | Lipiec      | Od końca do początku  | Hinol Polska Wersja | [ 60 ] |
| 2021 | Sierpień    | Irenka                | Sanah               | [ 61 ] |
| 2021 | Wrzesień    | BYQ                   | Małach              | [ 62 ] |
| 2021 | Październik | Młody Matczak         | Mata                | [ 63 ] |
| 2021 | Listopad    | Nic                   | Sokół               | [ 64 ] |
| 2021 | Grudzień    | Męskie Granie 2021    | różni wykonawcy     | [ 65 ] |